# Polyrhachis
Genre
Polyrhachis est un genre de fourmis de la sous-famille des Formicinae qui comprend plus de 600 espèces. Le genre comprend de nombreuses espèces variées : des tisserands de nid (par exemple, Polyrhachis dives), des ouvrières nageuses (par exemple, Polyrhachis sokolova), habitant le sol (par exemple, Polyrhachis proxima) et les arbres (Polyrhachis bicolor).

## Description
Les ouvrières ont une longueur d'environ 5 à 10 millimètres. Les yeux sont développés, il n'y a pas d'ocelles. Les antennes ont 12 segments. Les insertions antennaires se situent loin de la marge postérieure du clypéus. Les mésosomes de la plupart des espèces ont des épines sur un ou plusieurs de ses composants pronotaux, mésonotaux ou propodéaux. Le pétiole est armé d'épines ou de dents. Le premier tergite gastral est bien développé, plus long sur la face dorsale que les parties exposées du terga suivant. L'ouverture à l'apex gastral permet la libération du venin vernissant une frange radiale de poils.

## Répartition
Polyrhachis se rencontre notamment en Afrique, en Asie et en Océanie.

## Écologie
Les espèces de Polyrhachis comprennent un éventail de types de nidification terrestres et arboricoles. En conséquence, les architectures de nid varient donc selon les espèces, affichant un haut niveau de complexité, en utilisant la soie larvaire pour tisser des matériaux de nidification ensemble.
Polyrhachis n'a pas de dard mais un acidopore peut pulvériser de l'acide formique. En cas d'attaqe, elle est souvent pulvérisée d'une manière qui rend l'acide plus efficace contre le sujet de l'attaque. Les Polyrhachis qui ne possèdent pas de glande métapleurale paraissent utiliser les propriétés antibiotiques de leur acide formique et, si elles ne peuvent pas l'utiliser, elles sont plus susceptibles de succomber à une infection parasitaire
. 
Certaines espèces sont des parasites sociaux à l'exemple de Polyrachis lamellidens qui vit dans la péninsule coréenne, en Chine et dans d'autres parties de l'Asie du Nord-Est. Le vol nuptial se déroule de fin septembre à fin novembre en fonction du climat. Après le vol, la reine s'occupe des colonies d'accueil. Habituellement Camponotus japonicus est l'hôte principal en Corée, l'hôte principal est sinon Camponotus atrox. Les chercheurs coréens affirment même qu'elle collabore avec Formica japonica et Camponotus quadrinotatus. Une fois qu'elles trouvent une colonie d'accueil, elles attaquent les ouvrières et imitent leurs phéromones. Après avoir fait cela plusieurs fois à plusieurs fourmis, elles se faufilent dans le nid et continuent à imiter. Ensuite, elles hibernent ou non, elles finissent par aller dans la chambre de la reine hôte. Elles s'emparent de la reine, lui mordent le cou, l'asservissent, aspirent le sang, copient la phéromone et enfin coupent le cou de la reine. Ce processus dure généralement de 2 à 4 jours, mais peut durer plus de 2 semaines.

## Liste des espèces

### Principales espèces
- Polyrhachis bugnioni
- Polyrhachis convexa
- Polyrhachis curvispina
- Polyrhachis dives
- Polyrhachis exercita
- Polyrhachis gibbosa
- Polyrhachis gracilior
- Polyrhachis hippomanes
- Polyrhachis horni
- Polyrhachis illaudata
- Polyrhachis jerdonii
- Polyrhachis nigra
- Polyrhachis punctillata
- Polyrhachis rastellata
- Polyrhachis rupicapra
- Polyrhachis scissa
- Polyrhachis semiinermis
- Polyrhachis sokolova
- Polyrhachis sophocles
- Polyrhachis thrinax
- Polyrhachis tibialis
- Polyrhachis xanthippe
- Polyrhachis yerburyi

## Source de la traduction
- (en) Cet article est partiellement ou en totalité issu de l’article de Wikipédia en anglais intitulé « Polyrhachis » (voir la liste des auteurs).